# Бечка берза
Бечка берза (енгл. Vienna Stock Exchange) је берза која је структурисана као акционарско друштво и која има своје седиште у Бечу. Бечка берза такође поседује и управља Прашком берзом, обезбеђује тржишну инфраструктуру другим берзама у Централној, источној и Југоисточној Европи (Будимпешта, Загреб и Љубљана), прикупља и дистрибуира податке о берзи и израчунава најважније индексе (корпа деоница одабраних по извесном критеријуму) у региону. Поред тога, група има удео у енергетским берзама и клириншким кућама.
Поред традиционалних берзанских операција (трговина и листинг), протеклих година су успостављене нове области пословања као што су продаја података, израчунавање индекса и пружање информатичких услуга другим берзама у Централној и Источној Европи.
Аустријски трговачки индекс (АТКС), водећи индекс Бечке берзе, прати трендове цена плавих чипова у реалном времену. Састав АТКС-а се прегледа сваке године у марту и септембру. Главни критеријуми за укључивање или брисање су капитализовани фри флоат и обим трговања на берзи.

## Историја
Бечка берза је једна од најстаријих светских берзи и основана је 1771. године за време владавине царице Марије Терезије од Аустрије како би обезбедила тржиште за државне обвезнице. Покушала је да обузда илегалну трговину која се у то време одвијала по кафићима.
Године 1985, Џим Роџерс је покренуо агресивније трговање на Бечкој берзи када је изјавио да постоји велики потенцијал на аустријском тржишту капитала. 2019. године отворено је Треће тржиште (МТФ), ванберзанско тржиште које је ван надзора аустријског Закона о берзи и углавном је намењено размени обвезница страних приватних компанија.
Бечка берза је 2020. одлучила да поједностави структуру своје групе. У циљу смањења трошкова, спојила је своје акционарско друштво са бившом холдинг компанијом ЦЕСЕГ АГ (CEESEG AG). Прашка берза је од тада 99,54% подружница Бечке берзе.
Дана 1. септембра 2020. године, Бечка берза је навела својих првих 21 вредносних јединица деноминираних у криптовалутама као што су Биткоин и Етереум, укључујући услуге котирања у реалном времену и поравнања хартија од вредности.